# Jair Díaz
Jair Díaz Vázquez (n. San Luis Potosí, San Luis Potosí, México; 21 de agosto de 1998) es un futbolista mexicano. Juega como defensa central o lateral izquierdo y su actual equipo es el Club Puebla de la Liga MX.

## Trayectoria

### Inicios: Tigres de la UANL
Ingresó a las Fuerzas Básicas del San Luis Fútbol Club, en el año 2011 donde jugó en las categorías inferiores, tras desaparecer el equipo de San Luis, se decidió ir a probar en la escuela de fútbol de los Tigres de la UANL, en el año 2012 destacando en los partidos de fuerzas básicas, que gracias a ello un agente del club, lo invitó a las pruebas para ingresar a las categorías inferiores.
Tras destacar en el año 2016, Ricardo Ferretti lo lleva a la pretemporada para el apertura 2016, a pesar de haber hecho una buena pretemporada no fue registrado con el primer equipo debido a su corta edad, y fue regresado a la sub-20. Fue registrado para el Apertura 2017, con el primer equipo tras destacar con la sub-20, el 8 de agosto de 2017, hace su debut oficial en la visita ante el Club Atlético Zacatepec.

### Venados Fútbol Club
El 28 de diciembre de 2019 fue oficializado su préstamo a los Venados Fútbol Club junto a Damián Torres como refuerzos para el Clausura 2020.

### Club Tijuana
El 22 de junio de 2022 se hizo oficial su llegada al Club Tijuana.

## Estadísticas
Actualizado al último partido jugado el 8 de noviembre de 2024.
| Tigres UANL · México                |               |               |     |   |   |   |   |    |     |   |
| 1.ª                                 | 2016-17       | 0             | 0   | 1 | 0 | - | - | 1  | 0   |   |
| 1.ª                                 | 2017-18       | 0             | 0   | 2 | 0 | - | - | 2  | 0   |   |
| 1.ª                                 | 2018-19       | 8             | 0   | 2 | 0 | - | - | 10 | 0   |   |
| 1.ª                                 | 2019-20       | 6             | 0   | - | - | - | - | 6  | 0   |   |
| Total club                          | Total club    | 14            | 0   | 5 | 0 | 0 | 0 | 19 | 0   |   |
| Venados F. C. · México              |               |               |     |   |   |   |   |    |     |   |
| 2.ª                                 | 2019-20       | 6             | 2   | 1 | 0 | - | - | 7  | 2   |   |
| 2.ª                                 | 2020-21       | 29            | 2   | - | - | - | - | 29 | 2   |   |
| Total club                          | Total club    | 35            | 4   | 1 | 0 | 0 | 0 | 36 | 4   |   |
| C. Atl. de San Luis · México        |               |               |     |   |   |   |   |    |     |   |
| 1.ª                                 | 2021-22       | 29            | 0   | - | - | - | - | 29 | 0   |   |
| Total club                          | Total club    | 29            | 0   | 0 | 0 | 0 | 0 | 29 | 0   |   |
| C. Tijuana · México                 |               |               |     |   |   |   |   |    |     |   |
| 1.ª                                 | 2022-23       | 21            | 0   | - | - | - | - | 21 | 0   |   |
| Total club                          | Total club    | 21            | 0   | 0 | 0 | 0 | 0 | 21 | 0   |   |
| Mazatlán F. C. · México             |               |               |     |   |   |   |   |    |     |   |
| 1.ª                                 | 2023-24       | 26            | 0   | - | - | 2 | 0 | 28 | 0   |   |
| 1.ª                                 | 2024-25       | 12            | 0   | - | - | 3 | 0 | 15 | 0   |   |
| Total club                          | Total club    | 38            | 0   | 0 | 0 | 5 | 0 | 43 | 0   |   |
| Total carrera                       | Total carrera | Total carrera | 137 | 4 | 6 | 0 | 5 | 0  | 148 | 4 |
| (1)Incluye datos de la Copa México. |               |               |     |   |   |   |   |    |     |   |

## Palmarés

### Títulos nacionales
| Título               | Club              | País   | Año  |
| -------------------- | ----------------- | ------ | ---- |
| Campeón de Campeones | Tigres de la UANL | México | 2017 |
| Liga MX              | Tigres de la UANL | México | 2017 |
| Campeón de Campeones | Tigres de la UANL | México | 2018 |
| Liga MX              | Tigres de la UANL | México | 2019 |